# Windows Server Update Services
Windows Server Update Services (WSUS) fornisce un servizio di aggiornamenti per i sistemi operativi Microsoft Windows e altri software Microsoft. WSUS è un sistema di gestione locale che lavora combinato con il sito web di Windows Update per dare agli amministratori dei sistemi più controlli. Usando Windows Server Update Services, gli amministratori possono gestire la distribuzione delle hotfix e degli aggiornamenti distribuiti attraverso gli aggiornamenti automatici nei computer degli ambienti aziendali.

## Storia
WSUS all'inizio era chiamato Software Update Services (SUS), che distribuiva solo le hotfix e le patch. WSUS viene costruito sul SUS espandendo il numero di software che può aggiornare. L'infrastruttura WSUS permette il download automatico di hotfix, aggiornamenti, service pack, driver e pacchetti specifici per i pc aziendali da un server centrale, invece che eseguire l'aggiornamento mediante il sito web pubblico di Microsoft Windows Update. Questo permette di limitare l'utilizzo della larghezza di banda, tempo e spazio su disco, in quanto i computer di una rete non si devono connettere ad un sito esterno, ma ad un server (o più) locale. Inoltre vengono potenziati i controlli degli amministratori e viene permesso l'aggiornamento di quei sistemi che non hanno l'accesso a Internet.
A settembre 2024, in un comunicato sul sito ufficiale di Microsoft, l'azienda annuncia la deprecazione di WSUS, pur mantenendo e supportando le funzionalità fino ad allora distribuite attraverso il canale. Microsoft specifica inoltre che WSUS continuerà ad essere disponibile in Windows Server 2025; tuttavia raccomanda il passaggio a strumenti cloud per la gestione degli aggiornamenti, quali Microsoft Intune e Windows Autopatch per client, Azure Update Manager per server.

## Amministrazione
Windows Server Update Services 2.0 è costituito, complessivamente, da un archivio di pacchetti della Microsoft, una istanza di MSDE (alternativamente è possibile utilizzare un database SQL), un servizio che scarica le informazioni degli aggiornamenti dai server Microsoft, e un sito virtuale IIS. Come molti dei nuovi prodotti server della Microsoft, l'amministrazione di WSUS avviene tramite interfaccia Web. Gli amministratori hanno la possibilità di approvare o rifiutare gli aggiornamenti prima della distribuzione, la forzatura dell'installazione entro una data prestabilita e ottenere report della situazione degli aggiornamenti su ciascuna macchina. Gli amministratori del sistema possono anche configurare WSUS per approvare in modo automatico certi tipi di aggiornamenti (aggiornamenti critici, aggiornamenti di sicurezza, service pack, driver). Eventualmente si possono approvare gli aggiornamenti solo per il rilevamento, permettendo agli amministratori di individuare quali macchine hanno la necessità di effettuare un determinato aggiornamento, senza doverlo installare.
Gli amministratori possono usare WSUS con le Group Policy di Active Directory per la configurazione degli aggiornamenti automatici dei client, assicurando agli utenti la possibilità di non poter disabilitare le policy aziendali. WSUS non richiede l'utilizzo di Active Directory, la configurazione dei client può essere implementata con i criteri di gruppo locali e modificando il Registro di sistema.
La versione 2.0 SP1 aggiunge il supporto per Windows Vista e altri prodotti. Nella versione 3.0, uno snap-in di Microsoft Management Console può essere utilizzato per l'amministrazione del server.
Microsoft ha reso disponibile WSUS attraverso il suo sito Web come download gratuito. Microsoft ha in programma di includere WSUS in Windows Server 2008, come componente aggiuntivo.

## Elenco delle versioni
- 22 marzo, 2005 - 2.0 Release Candidate
- 6 giugno, 2005 - 2.0 Release (build 2340)
- 31 maggio, 2006 - 2.0 Service Pack 1 (viene aggiunto il supporto per i client Windows Vista, il supporto per ulteriori lingue, e viene usato Microsoft SQL Server 2005 come database, oltre a miglioramenti delle prestazioni con l'interfaccia di amministrazione basata sul web.
- 14 agosto, 2006 - 3.0 beta 2 (amministrazione basata su MMC)
- 12 febbraio, 2007 - 3.0 Release Candidate (build 3.0.6000.318)
- 30 aprile, 2007 - 3.0 Release
- 1º novembre, 2007 - 3.0 Service Pack 1 RC
- 26 agosto, 2009 - 3.0 Service Pack 2

## Software supportato
A partire dall'agosto 2006, Windows Software Update Services supporta l'aggiornamento dei seguenti sistemi operativi Microsoft e software:
- Windows 2000
- Windows XP (32-bit, IA-64 e Edizione x64)
- Windows Vista
- Windows Server 2003
- Windows Server 2012 r2
- Windows Small Business Server 2003
- Exchange Server 2000
- Exchange Server 2003
- SQL Server
- Microsoft SQL Server 2005
- Office XP
- Office 2003
- Microsoft ISA Server 2004
- Data Protection Manager 2006
- Windows Live Mail Desktop
- Windows Live Toolbar
- Forefront Client Utility
- Microsoft Systems Management Server 2003
- Microsoft Zune
- Windows Defender